# Dyschoriste novogaliciana
Dyschoriste novogaliciana är en akantusväxtart som beskrevs av T. F. Daniel. Dyschoriste novogaliciana ingår i släktet Dyschoriste och familjen akantusväxter. Inga underarter finns listade i Catalogue of Life.